# 斯圖吉夫希納
51°21′47″N 28°29′23″E / 51.36306°N 28.48972°E
斯圖吉夫希納（烏克蘭語：Стугівщина），是烏克蘭北部的村莊，隸屬日托米爾州的科羅斯滕區。該村面積1.31平方公里，海拔高度220米，2001年人口249，人口密度每平方公里189.64人。